# Liste der Naturdenkmale in Erzenhausen
Die Liste der Naturdenkmale in Erzenhausen nennt die im Gemeindegebiet von Erzenhausen ausgewiesenen Naturdenkmale (Stand 2. April 2013).

## Naturdenkmale
| Nr.         | Bezeichnung     | Lage                                 | Beschreibung                                                                                 | Bild            |
| ----------- | --------------- | ------------------------------------ | -------------------------------------------------------------------------------------------- | --------------- |
| ND-7335-192 | Tropfsteinhöhle | nördlich des Ortes im Hummestal Lage | 76 m langer Stollen einer um 1800 angelegten ehemaligen Erzgrube mit zahlreichen Stalaktiten | Fotos hochladen |